# Llista d'estampes de Paul Gauguin
Paul Gauguin (1848-1903) va experimentar amb l'art de gravar i estampar, a més de les seves famoses pintures pioneres de l'art modern. Va practicar la xilografia, litografia, zincografia i monotípia. Moltes de les seves obres estampades són transposicions de motius treballats amb pintura com a forma d'experimentar l'expressivitat i el sintetisme.

## Catàlegs raonats
El primer catàleg raonat sobre l'obra gravada de Paul Gauguin va ser publicat el 1927 per Marcel Guérin a París. Consta de 96 referències normalment indicades amb la inicial G.
El 1988 la Galeria Kornfeld de Berna va publicar un nou catàleg fet per Elizabeth Mongan, Eberhard W. Kornfeld i Harold Joachim. Consta de 78 referències amb diversos estats i edicions més dues seccions suplementàries de tiratges provinents d'escultures i relleus de l'artista que no es consideren gravats originals de Gauguin. Les referències se solen indicar amb la inicial K o bé Kornfeld o bé Mongan-Kornfeld-Joachim. Al número estàndard de referència li segueix l'estat amb números romans, l'edició amb lletra majúscula i la versió amb lletra minúscula.

## Suite Volpini 1889
Les primeres estampes de Gauguin són onze zincografies fetes l'any 1889 com a complement de l'Exposició de Pintures del Cafè Volpini. La col·lecció va ser impresa amb tinta negra, excepte una marró, sobre paper groc amb amplis marges. Algunes de les sèries les va retallar i acolorir a l'aquarel·la. Ambroise Vollard va adquirir les planxes originals i en va encarregar una nova edició, posterior al 1900.
| Títol                                                                                                  | Proves de color | Prova final | Edició Vollard |
| --- | --------------- | ----------- | -------------- |
| Projecte de plat, Leda i el Cigne Projet d'assiette, Léda et le Cygne                                  |                 |             |                |
| 1.A.a                                                                                                  |                 | 1.B         |                |
| Drames de la mar, Bretanya Les Drames de la mer, Bretagne                                              |                 |             |                |
| 2.A.a                                                                                                  | 2.A.b           | 2.B         |                |
| Drames de la mar, Descens al Maelström Les Drames de la mer, Une Descente dans le Maelstrom            |                 |             |                |
| 3.A.a                                                                                                  | 3.A.b           | 3.B         |                |
| Banyistes bretones Baigneuses Bretonnes                                                                |                 |             |                |
| 4.A.a                                                                                                  | 4.A.b           |             |                |
| Les cigales i les formigues, Record de Martinica Les Cigales et les fourmis, Souvenir de la Martinique |                 |             |                |
| 5.A.a                                                                                                  | 5.A.b           | 5.B         |                |
| Pastoral a Martinica Pastorales Martinique                                                             |                 |             |                |
| | 6.A             | 6.B         |                |
| Goigs de Bretanya Joies de Bretagne                                                                    |                 |             |                |
| 7.A.a                                                                                                  | 7.A.b           | 7.B         |                |
| Bretones amb una tanca Bretonnes à la barrière                                                         |                 |             |                |
| 8.A.a                                                                                                  | 8.A.b           |             |                |
| Velles fadrines a Arle Les Vieilles filles à Arles                                                     |                 |             |                |
| 9.A.a                                                                                                  | 9.A.b           | 9.B         |                |
| Les bugaderes Les Laveuses                                                                             |                 |             |                |
| 10.A.a                                                                                                 | 10.A.b          | 10.B        |                |
| Misèries humanes Misères humaines                                                                      |                 |             |                |
| 11.A.a                                                                                                 | 11.A.b          | 11.B        |                |

## Catàleg d'exposició 1889
El catàleg de l'Exposició de pintures del grup impressionista i sintetista, feta al Cafè Volpini el 1889, inclou vuit zincografies fetes per set artistes. A més de les onze zincografies de la Suite Volpini, Gauguin va contribuir amb dues zincografies més per a il·lustrar el catàleg de l'exposició.
| Títol                                  | Prova final |
| -------------------------------------- | ----------- |
| En les roques negres Aux Roches noires |             |
| Les farratjadores Les Faneuses         |             |

## Suite Noa Noa 1893-1894
Entre l'hivern de 1893 i la primavera de 1894, Paul Gauguin va fer deu xilografies per il·lustrar el text de Noa Noa que no es va arribar a editar tal com estava previst. Després de fer diverses proves, Gauguin va demanar a Louis Roy la impressió d'una edició d'uns 25 o 30 exemplars. El 1921, el seu fill Pola Gauguin va fer una nova impressió de gravats en la sèrie 10 Traesnit on va incloure vuit originals de la Suite Noa Noa.
| Títol                                        | Proves d'artista | Edició Louis Roy | Edició Pola Gauguin |
| -------------------------------------------- | ---------------- | ---------------- | ------------------- |
| Fragància Noa Noa                            |                  |                  |                     |
| 13.I - 13.III                                | 13.III.D         | 13.III.E         |                     |
| Terra deliciosa Nave Nave Fenua              |                  |                  |                     |
| 14.III                                       | 14.IV.C          | 14.IV.D          |                     |
| Fent l'amor Te Faruru                        |                  |                  |                     |
| 15.I - 15.IV                                 | 15.V             |                  |                     |
| Jugant en el riu Auti te Pape                |                  |                  |                     |
| 16.I - 16.II.A/B                             | 16.II.C          | 16.II.D          |                     |
| Els déus Te Atua                             |                  |                  |                     |
| 17.I - 17.III                                | 17.III.D         |                  |                     |
| L'univers ha estat creat L'Universe est crée |                  |                  |                     |
| 18.II.B                                      | 18.II.D          | 18.II.E          |                     |
| El diable parla Mahna No Varua Ino           |                  |                  |                     |
| 19.IV.B                                      | 19.IV.D          | 19.IV.E          |                     |
| L'esperit de la nit vetlla Manao Tupapau     |                  |                  |                     |
| 20.III                                       | 20.IV.D          | 20.IV.F          |                     |
| La nit eterna Te Po                          |                  |                  |                     |
| 21.III                                       | 21.IV.C          | 21.IV.D          |                     |
| Acció de gràcies Maruru                      |                  |                  |                     |
| 22.I - 22.III.B                              | 22.III.C         | 22.III.E         |                     |

## 1891-1898
De tornada a Tahití, Gauguin va continuar experimentant amb xilografies i zincografies, a més de monotips. Els mitjans eren precaris i Gauguin explica que utilitzava la pota del llit com a premsa. Els motius són sovint reinterpretacions dels mateixos motius usats en els quadres. En general, les obres d'aquesta època no formen una col·lecció i només van ser publicades algunes estampes aïllades.
| Títol                                                                                            | Proves d'artista o proves úniques | Edició regular | Altres edicions |
| ------------------------------------------------------------------------------------------------ | --------------------------------- | -------------- | --------------- |
| Retrat de Stéphane Mallarmé Portrait de Stéphane Mallarmé                                        |                                   |                |                 |
|                                                                                                  | 12.I                              | 12.II.B.b      |                 |
| L'esperit de la nit vetlla Manao Tupapau                                                         |                                   |                |                 |
|                                                                                                  | 23.B                              |                |                 |
| Paraules terrorífiques Parau Hano Hano                                                           |                                   |                |                 |
| 24                                                                                               |                                   |                |                 |
| Dona amb figues La Femme aux figues                                                              |                                   |                |                 |
| 25.I                                                                                             | 25.II                             | 25.III         |                 |
| Dues dones maoris ajupides Deux Femmes Maories accroupies                                        |                                   |                |                 |
|                                                                                                  | 26                                | 26.C           |                 |
| Ave Maria Ia Orana Maria                                                                         |                                   |                |                 |
|                                                                                                  | 27.B                              | 27.C           |                 |
| L'esperit de la nit vetlla Manao Tupapau                                                         |                                   |                |                 |
| 29.I                                                                                             | 29.II                             | 29.III         |                 |
| L'esperit de la nit vetlla Manao Tupapau                                                         |                                   |                |                 |
|                                                                                                  | 30.3.A.a                          | 30.3.A.b       |                 |
| Dona maori en un paisatge de branques d'arbres Femme Maorie dans un paysage de branches d'arbres |                                   |                |                 |
|                                                                                                  | 30.3.B.a                          | 30.3.B.b       |                 |
| Dia dels déus Mahana Atua                                                                        |                                   |                |                 |
|                                                                                                  | 31.I                              | 31.II          |                 |
| Ídol tahitià Idole Tahitienne                                                                    |                                   |                |                 |
| 32                                                                                               |                                   |                |                 |
| Pescador bevent al costat de la seva piragua Le Pêcheur buvant auprès de sa pirogue              |                                   |                |                 |
| 33.I                                                                                             | 33.II                             |                |                 |
| Fragància Noa Noa                                                                                |                                   |                |                 |
| 34.I                                                                                             | 34.II                             |                |                 |
| Salvatge Oviri                                                                                   |                                   |                |                 |
| 35                                                                                               |                                   |                |                 |
| Dona cullint fruits i Oviri Femme ceuillant des fruits et Oviri                                  |                                   |                |                 |
| 36                                                                                               |                                   |                |                 |
| Record de Meyer de Haan Souvenir de Meyer de Haan                                                |                                   |                |                 |
| 38                                                                                               |                                   |                |                 |
| Joves maoris Jeunes Maoris                                                                       |                                   |                |                 |
| 39                                                                                               |                                   |                |                 |
| Dos maoris Deux Maoris                                                                           |                                   |                |                 |
| 40                                                                                               |                                   |                |                 |

## Suite Vollard 1898-1899
| Títol                                                                    | Edició regular | Edicions pòstumes |
| ------------------------------------------------------------------------ | -------------- | ----------------- |
| Interior de cabana Intérieur de case                                     |                |                   |
| 41                                                                       |                |                   |
| Eva Ève                                                                  |                |                   |
| 42.II.b                                                                  |                |                   |
| Dones, animals i fullatge Femmes, animaux et feuillages                  |                |                   |
| 43.II.A                                                                  |                |                   |
| La reina, llangor Te Arii Vahine, Opoi                                   |                |                   |
| 44.A                                                                     |                |                   |
| Buda Bouddha                                                             |                |                   |
| 45.B                                                                     |                |                   |
| El portador de babanes Le Porteur de féï                                 |                |                   |
| 46.II                                                                    |                |                   |
| El rapte d'Europa L'Enlèvement d'Europe                                  |                |                   |
| 47.A                                                                     | 47.C           |                   |
| Planxa amb diable cornut Planche au diable cornu                         |                |                   |
| 48                                                                       |                |                   |
| Misèries humanes Misères humaines                                        |                |                   |
| 49                                                                       |                |                   |
| Calvari bretó Le Calvarie Breton                                         |                |                   |
| 50.B                                                                     |                |                   |
| Carro de bous Le Char à boeufs                                           |                |                   |
| 51                                                                       |                |                   |
| A les roques negres Aux Roches noires                                    |                |                   |
| 52.III                                                                   |                |                   |
| Els déus Te Atua                                                         |                |                   |
| 53.II                                                                    | 53.II.D        |                   |
| Canvi de residència Changement de résidence                              |                |                   |
| 54.II.b                                                                  |                |                   |
| Sigueu amoroses i sereu felices Soyez amoureuses et vous serez heureuses |                |                   |
| 55.II.b                                                                  | 55.II.e        |                   |

## Le Sourire 1899-1900
L'agost de 1899, Gauguin va publicar el primer número de Le Sourire: Journal sérieux («El somriure: Periòdic seriós»). Era un periòdic satíric que ell mateix escrivia, il·lustrava, imprimia i publicava. A partir del quart número, després de serigrafiar el text, Gauguin hi va estampar les capçaleres preparades en planxes de fusta. Va fer quinze planxes de fusta, de les que en va utilitzar efectivament nou. Estampava manualment cada exemplar, i en alguns números no era sistemàtic, utilitzant diferents estampats en diferents exemplars. Les capçaleres, a més de portar el títol del periòdic, evoca motius d'obres anteriors.
| Títol / Publicació                                                                              | Proves d'artista | Edició regular | Edicions posteriors |
| ----------------------------------------------------------------------------------------------- | ---------------- | -------------- | ------------------- |
| Le Sourire (monograma i títol) Novembre 1899                                                    |                  |                |                     |
|                                                                                                 | 56 - 57          |                |                     |
| Le Sourire (tres persones, màscara, guineu i ocell) Novembre 1899                               |                  |                |                     |
| 58.A                                                                                            | 58.B             | 58.D           |                     |
| Le Sourire                                                                                      |                  |                |                     |
|                                                                                                 | 59               |                |                     |
| Le Sourire                                                                                      |                  |                |                     |
|                                                                                                 | 60               |                |                     |
| Le Sourire (cavall i ocell) Desembre 1899                                                       |                  |                |                     |
| 61.A                                                                                            | 61.C             |                |                     |
| Le Sourire (dues dones xerrant) Gener 1900                                                      |                  |                |                     |
| 62.A                                                                                            | 62.B             | 62.C - 62.D    |                     |
| Le Sourire (portador de bananes i dos cavalls) Febrer 1900                                      |                  |                |                     |
| 63.A                                                                                            | 63.B             |                |                     |
| Le Sourire (el procurador Charlier amb un cap monstruós) Febrer 1900                            |                  |                |                     |
| 64.A                                                                                            | 64.B             |                |                     |
| Le Sourire (composició amb gall dindi) Març 1900                                                |                  |                |                     |
| 65.A                                                                                            | 65.B             |                |                     |
| Le Sourire (personatges còmics, Gaspard i la seva dona) Abril 1900                              |                  |                |                     |
|                                                                                                 | 66 - 67          | 67.D           |                     |
| Le Sourire (bust de dona nua, home de perfil amb gorra i una tercera figura petita) No publicat |                  |                |                     |
| 68                                                                                              |                  |                |                     |
| Le Sourire (guineu, busts de dues dones i conill) No publicat                                   |                  |                |                     |
| 69.I                                                                                            |                  | 69.II          |                     |
| Le Sourire (tahitians, flors i fulles) No publicat                                              |                  |                |                     |
| 70                                                                                              |                  |                |                     |
| Le Sourire (tahitiana) No publicat                                                              |                  |                |                     |
| 72                                                                                              |                  |                |                     |
| Le Sourire (mico, caricatura del governador Gallet) No publicat                                 |                  |                |                     |
| 73                                                                                              |                  |                |                     |